# Paolo Maccagnan
Paolo Maccagnan (Bolzano, 19 giugno 1968) è un direttore di coro italiano, dal 2005 alla guida del Coro Monti Pallidi.

## Biografia
Figlio di Sergio Maccagnan, ha iniziato a studiare pianoforte all'età di nove anni, frequentando il Conservatorio Claudio Monteverdi di Bolzano, per diplomarsi poi nella sede di Riva del Garda del conservatorio Bonporti di Trento con Andrea Bambace.
Ha militato nelle formazioni corali giovanili dirette dal padre, per poi passare alla direzione. Nel 1998 ha cominciato dirigendo un primo coro giovanile legato al Coro Monti Pallidi, il Piccolo Coro Monti Pallidi, durato tre anni.
Nel 2005 è poi subentrato al padre nella direzione dello stesso Coro Monti Pallidi.
Sotto la sua guida il coro, assieme a Rudy Giovannini e Belsy, si è aggiudicato il Grand Prix der Volksmusik 2006.

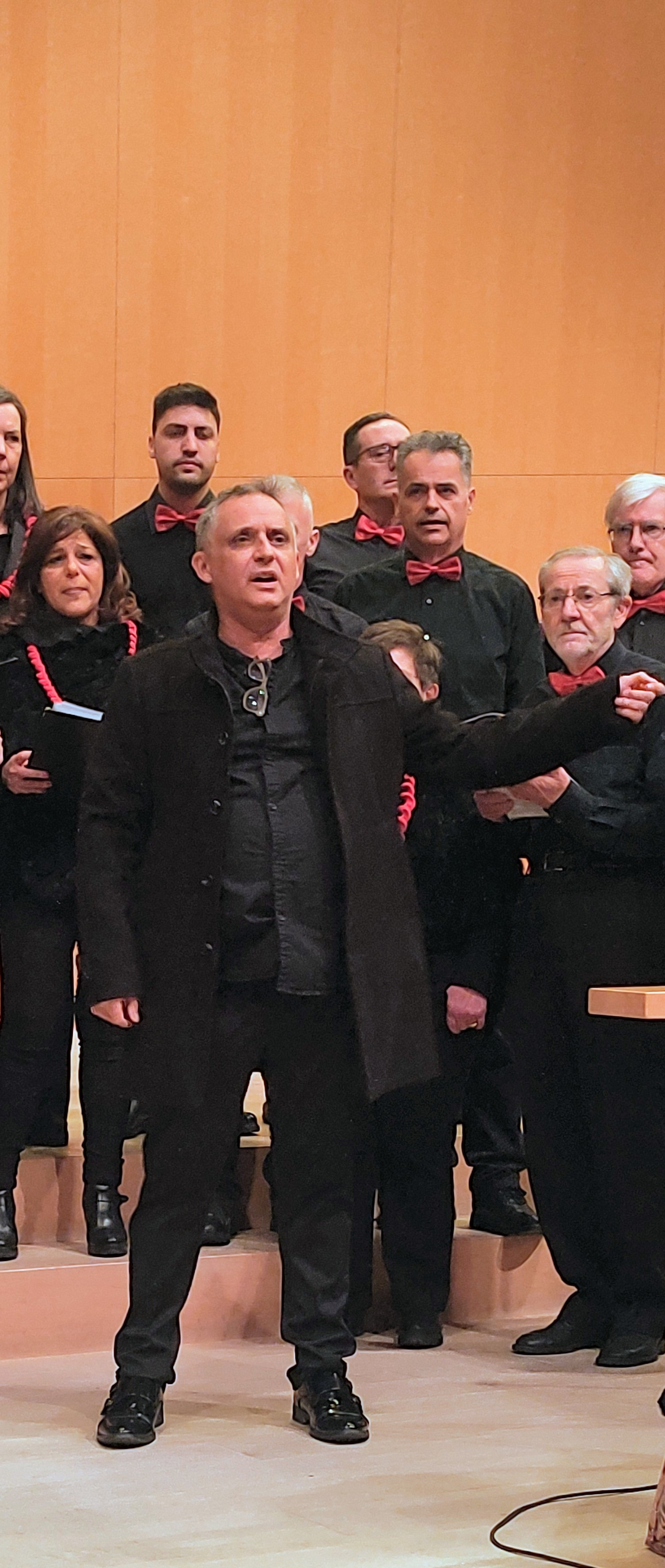
Maccagnan alla direzione della Schola Cantorum

Oltre al Monti Pallidi, Maccagnan ha diretto per alcuni anni anche il Coro Artemisia, a voci pari femminili nato nel 2015, prima di cedere la bacchetta a Rossella Simonazzi, e la Schola Cantorum di Laives, coro misto nato nel 1981, scomparso vent'anni più tardi, e ricreato nel 2017; accompagna inoltre al pianoforte il coro di voci bianche Piccole Voci del Coro Monti Pallidi e il coro giovanile Voci di Passaggio, diretti entrambi dalla sorella Lorenza Maccagnan.